# Arne Meurman
Arne Meurman, född 1956 i Säffle, är en professor i matematik vid Lunds universitet som forskar inom gruppteori och vertexalgebra. Meurman är främst känd för att tillsammans med James Lepowsky och Igor Frenkel ha konstruerat monstervertexalgebran.